# کلارک (کوهستان)
کلاک، روستایی است از توابع بخش مرزن‌آباد شهرستان چالوس در استان مازندران ایران.

## جمعیت
این روستا در دهستان کوهستان (چالوس) قرار دارد و براساس سرشماری مرکز آمار ایران در سال ۱۳۸۵، جمعیت آن ۳۴ نفر (۸خانوار) بوده‌است. مردم کلارک از قومیت طبری هستند. مردم کلارک به زبان طبری با گویش چالوسی سخن می‌گویند.